# Парэм, Леннон
Мари́я Ле́ннон Па́рэм (англ. Maria Lennon Parham; 26 октября 1976, Мариетта, Джорджия, США) — американская актриса
, комедиантка, сценаристка и кинопродюсер.

## Биография
Мария Леннон Парэм родилась 26 октября 1976 года в Мариетте (штат Джорджия, США) и получила своё среднее имя в честь музыканта Джона Леннона (1940—1980). Окончила Университет Эвансвилла.
Леннон начала сниматься в кино в 2001 году. Парэм известна по сотрудничеству с Джессикой Сэнт-Клэр.
С июля 2006 года Леннон замужем за комедиантом Хавьером Гусманом. У супругов есть двое детей — дочь Сарайя Гусман (род. 21.04.2013) и второй ребёнок, чьи пол и имя неизвестны (род. в октябре 2016).